# Haing S. Ngor
Haing S. Ngor (chinês tradicional: 吳漢, Samrong Young, Camboja, 22 de março de 1940 – Los Angeles, Califórnia, 25 de fevereiro de 1996) foi um médico, ator e autor cambojano naturalizado estado-unidense, mais conhecido por ganhar o Oscar de melhor ator coadjuvante em 1985 por sua atuação no filme The Killing Fields, no qual representa o jornalista e refugiado Dith Pran na década de 1970, no Camboja, sob o governo do Khmer Vermelho. Sua mãe era cambojana e seu pai chinês. Ngor e Harold Russell são os dois únicos atores amadores a ganharam prêmios da Academia na categoria de atores.
Em 25 de fevereiro de 1996, Haing foi morto a tiros em frente à sua casa em Chinatown, no centro de Los Angeles, Califórnia. Haing tinha uma única foto pequena de sua mulher morta no parto, com a qual fez um medalhão de ouro para guardar e que carregava sempre com ele. No assalto, o ator se recusou a dar a joia, que tinha a única foto da sua esposa, e foi morto. Os três acusados pelo crime foram presos e  condenados.